# Bermuda i olympiska sommarspelen 2000
Bermuda deltog i de olympiska sommarspelen 2000 med en trupp bestående av sex deltagare, fyra män och två kvinnor, men ingen av landets deltagare erövrade någon medalj.

## Friidrott
Herrarnas tresteg
- Brian Wellman
  - Kval — 16,47 (→ gick inte vidare)

## Ridsport
Individuell fälttävlan
- Mary Jane Tumbridge

## Segling
Starbåt
- Peter Bromby och Lee White
  1. Lopp 1 — 4
  2. Lopp 2 — (10)
  3. Lopp 3 — 3
  4. Lopp 4 — 8
  5. Lopp 5 — 4
  6. Lopp 6 — 1
  7. Lopp 7 — (12)
  8. Lopp 8 — 7
  9. Lopp 9 — 6.3 RDG
  10. Lopp 10 — 8
  11. Lopp 11 — 4
  12. Final — 45.3 (→ 4:e plats)

Europajolle
- Sara Wright
  1. Lopp 1 — (26)
  2. Lopp 2 — 25
  3. Lopp 3 — 22
  4. Lopp 4 — 21
  5. Lopp 5 — 21
  6. Lopp 6 — 24
  7. Lopp 7 — 23
  8. Lopp 8 — 23
  9. Lopp 9 — 25
  10. Lopp 10 — (27)
  11. Lopp 11 — 20
  12. Final — 204 (→ 25:e plats)